# Dowżyk (rejon czernihowski)
Dowżyk (ukr. Довжик) – wieś na Ukrainie, w obwodzie czernihowskim, w rejonie czernihowskim, w hromadzie Nowyj Biłous. W 2001 liczyła 704 mieszkańców.